# 金玉观世音

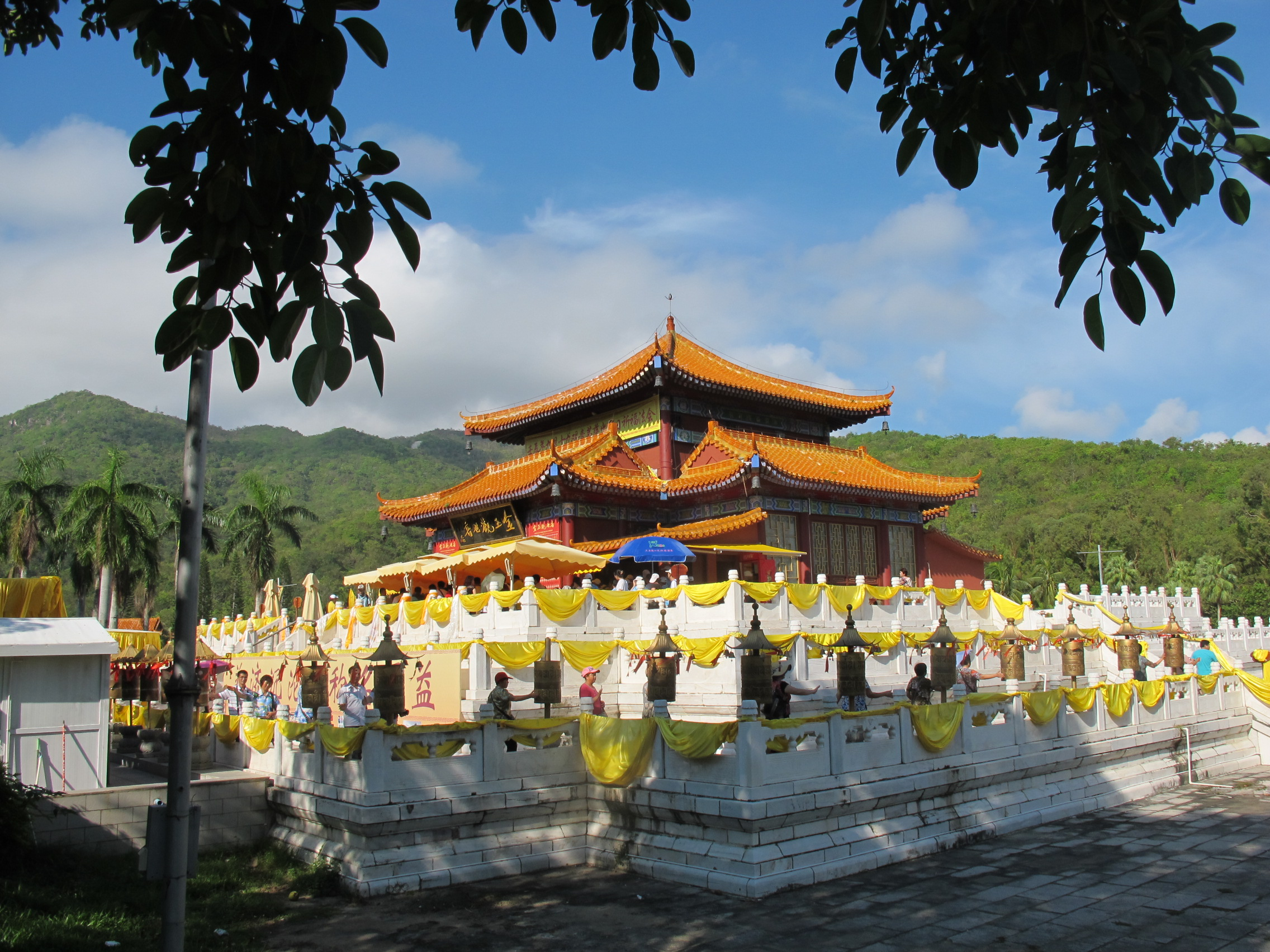
金玉观音殿

金玉观世音是供奉于海南省三亚市南山寺的不空羂索观音像，为世界上最大的金玉佛像。高3.8（12英尺），耗用黄金、钻石、红宝石、蓝宝石、祖母绿、珊瑚、松石、珍珠及翠玉，总价值约为1.92亿人民币。
1998年11月27日，金玉观世音被认定为世界最大的金玉佛像，并于1999年录入吉尼斯世界纪录大全。
金玉观世音为一面八臂形象，分别持有吉祥印、白莲、金刚、羂索、宝箭、慧眼和净瓶。